# Phyllonycteris

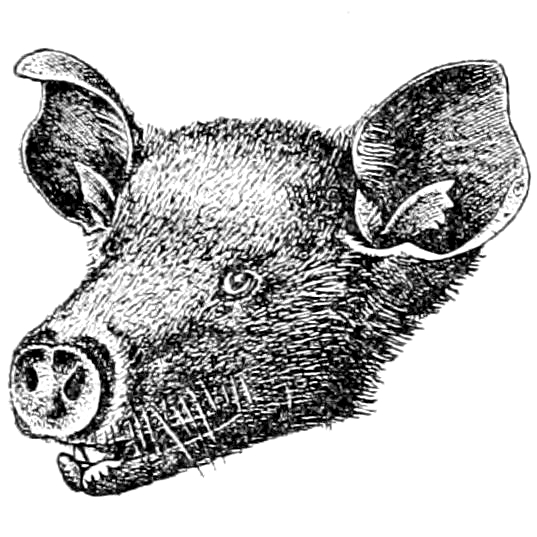

Phyllonycteris là một chi động vật có vú trong họ Dơi mũi lá, bộ Dơi. Chi này được Gundlach miêu tả năm 1860. Loài điển hình của chi này là Phyllonycteris poeyi Gundlach, 1861.

## Các loài
Chi này gồm các loài: